# Řád routové koruny
Domácí řád routové koruny (německy Hausorden der Rautenkrone) byl saský dynastický řád, který je udělován dodnes jako rodinný, dynastický řád rodu Wettinů. Založil ho roku 1807 saský král Fridrich August I. Saský jako nejvyšší saské vyznamenání, udělované příslušníkům spřátelených vládnoucích rodů a nejvyšším hodnostářům v jediné třídě (velkostuha, hvězda).

## Vzhled řádu
Odznakem je zlatý šedozeleně smaltovaný maltézský kříž se zdvojeným zlatým lemem. Mezi rameny kříže jsou umístěny zlaté routové koruny. V bílém kulatém středním medailonu je zlatý korunovaný monogram zakladatele FA (Friedrich August) obklopený zelenou routovou korunou, na zadní straně odznaku je umístěno heslo PROVIDENTIAE MEMOR (Buď pamětiv prozřetelnosti).
Hvězda řádu je stříbrná a osmicípá, v bílém středvém medailonu je situováno zlaté heslo řádu, opět obtočené zelenou routovou korunou. Barva stuha je světlezelená.

## Dělení a způsoby nošení
Řád byl udělován v jediné třídě ve formě hvězdy a velkostuhy, na které byl zavěšený odznak řádu.

## Galerie

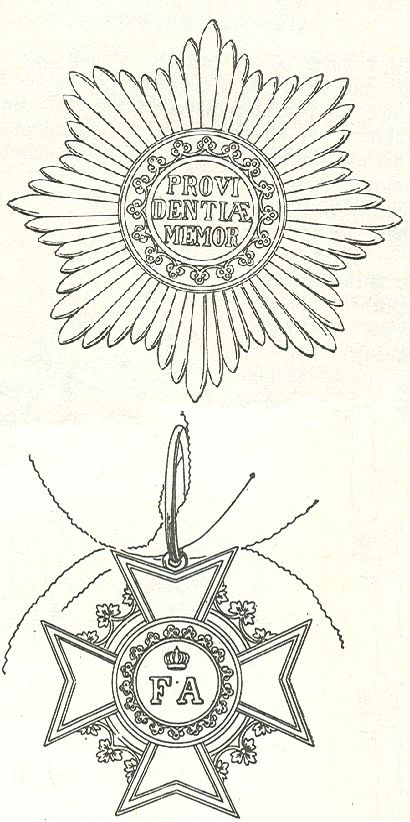
Hvězda řádu a odznak řádu
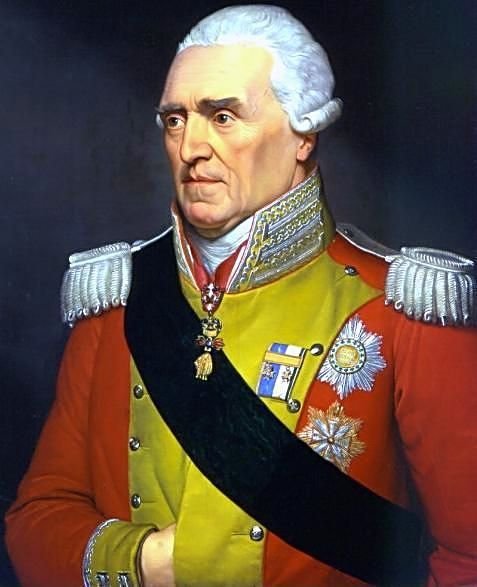
Saský král Fridrich August I. (1750–1827) s hvězdou řádu routové koruny (první hvězda napravo).